# Contea di Shunchang
La contea di Shunchang (顺昌县S, Shùnchāng XiànP) è una contea della Cina, situata nella provincia del Fujian.